# 聖安多尼堂 (哈伊馬角)
聖安多尼堂是阿拉伯聯合大公國哈伊馬角的一家天主教聖堂，是該國的第八家，奉祀帕多瓦的聖安多尼。
聖堂於2007年籌建，2013年6月14日由教廷特使萬民福音部部長費爾南多‧斐洛尼祝聖。聖堂位於哈伊馬角市中心西南二十五公里，佔地5,000平方米，耗資約1,850萬迪拉姆。聖堂有1,200個座位，最多可容納1,500百人。